# 柿田登
柿田 登（かきた のぼる）は、日本の元アマチュア野球選手である。ポジションは投手。

## 来歴・人物
山口県立宇部商業高等学校では1976年、3年生の時に3番打者、左翼手として出場し、夏の甲子園県予選の決勝で柳井商業高校を破り、甲子園への出場を果たした。同年の夏の甲子園では、1回戦で武藤一邦らがいた秋田商と対戦し、5回に山岡政志（のち日本石油）から大会4号となる本塁打を放ったが、秋田商業高校の反撃により敗退した。
同年のドラフト会議で日本ハムファイターズから5位指名されたが入団を拒否。
高校卒業後は広島鉄道管理局に入社した。